# Кацмайер, Линн
Линн Кацмайер (нем. Linn Kazmaier; род. 5 ноября 2006 года, Нюртинген, Баден-Вюртемберг, Германия) — немецкая паралимпийка, соревнующаяся в биатлоне и лыжных гонках среди спортсменок с нарушениями зрения. Чемпионка и многократная призёрка зимних Паралимпийских игр 2022 года в Пекине. Многократная чемпионка мира.

## Биография
Линн родилась с нарушениями зрения (дистрофия колбочек). В 8 лет родители отправили её на занятия по лыжным гонкам и биатлону. В марте 2021 года она впервые приняла участие на кубке мира в Планице (Словения), а на чемпионате мира 2021 года в пяти дисциплинах (3 — лыжные гонки, 2 — биатлон) вошла в десятку сильнейших параспортсменок в своей категории.
На зимних Паралимпийских игр 2022 года в Пекине Линн Кацмайер была самой молодой спортсменкой среди всех участников. 5 марта Линн завоевала серебряную медаль в биатлоне в спринте на 6 км среди спортсменок с нарушением зрения, уступив украинке Оксане Шишковой. 7 марта завоевала «серебро» в лыжных гонках на дистанции 15 км классическим стилем, вновь уступив по времени только Шишковой. 9 марта заняла третье место в финале спринта (результат 4:05.2), уступив австрийке Карине Эдлингер (3:49.6) и Шишковой (3:56.4). 11 марта была второй в биатлоне на дистанции 12,5, уступив Шишковой 3,6 секунд. 12 марта в лыжных гонках на 12,5 км заняла первое место с результатом 41:40.8.
Проживает в Леннингене и спортивном интернате Фрайбурга, учится в средней школе Штаудингер (нем. Staudinger-Gesamtschule). Её гидом является Флориан Бауман. Помимо зимних видов спорта, также занимается лёгкой атлетикой в клубах LG Teck и TSV Oberlenningen.